# 베른트 에벤센

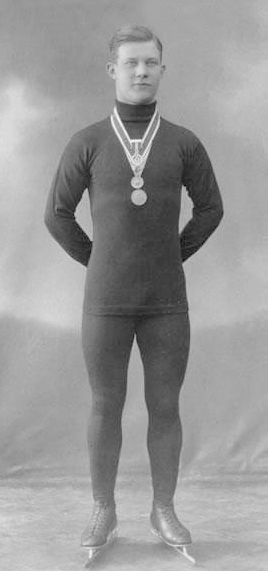

베른트 스베르 에벤센(노르웨이어: Bernt Sverre Evensen, 1905년 4월 8일~1979년 8월 24일)은 노르웨이의 스피드 스케이팅 선수 겸 사이클 선수였다. 그는 500m에서 메달을 따며, 노르웨이인으로는 처음으로 금메달을 따냈다. 1932년 올림픽 당시에는 에벤센과 이바르 발랑루가 스피드 스케이팅에서 유일하게 유럽에서 메달을 따낸 선수였다.

## 참고 문헌
- (영어) 베른트 에벤센(SkateResults.com)
- (영어) 역사적 영웅 (ISU)